# Johann Bessler

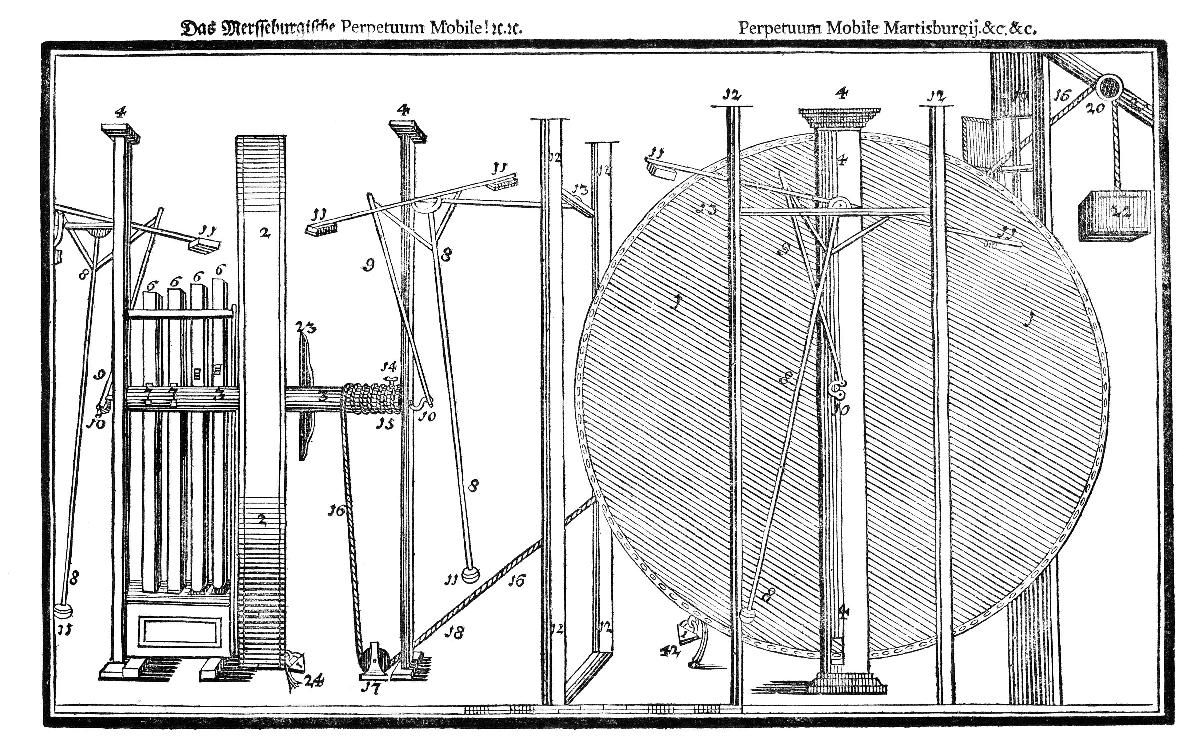
Az 1719-ben készített örökmozgó

Johann Ernst Elias Bessler (Zittau, 1680 – Fürstenberg, 1745. november 30.) német feltaláló, aki 1712-ben építette első állítólag örökmozgó kerekét. Orffyreus álnéven vált ismertté, melyet az első kerék bemutatójakor használt először. Élete során legalább öt hasonló elven működő kereket készített el.

## Élete és munkássága
Bessler 1680-ban született a németországi Zittauban. 1712-ben Gera városában mutatta be az általa megalkotott szerkezetet. Egy évvel később Draschwitzben (ma Elsteraue része) egy újabb, az előzőnél lényegesen nagyobb „örökmozgót” mutatott be a nagyközönségnek. 1717-ben Károly herceg kérésére egy újabb kereket konstruált, mely a herceg kastélyában kapott helyet.
A találmány megosztotta a korabeli közvéleményt. Sokan csalónak tartották Orffyreust, mások pedig a szerkezetek működőképessége mellett kardoskodtak. Azt, hogy a kerekek valóban örökké mozogtak volna, senki sem tudja. A leghosszabb működési idővel Orffyreus 1719 decemberében gyártott kereke büszkélkedhet, mely 1746. áprilisáig működött, bár erre tudományosan elfogadható bizonyíték nem létezik.
Bessler a kor számos elismert tudósának írt levelet, köztük Newtonnak, és Leibniznek is. Newton egy írásában úgy reagált, hogy a gép megépítése fizikailag képtelenség és az Orrfyreushoz hasonló kontároknak semmi keresnivalója a tudomány színpadán. Leibniz hajlandó volt ugyan saját szemével meggyőződni a gép működéséről, de számításai a gép maximális élettartamát négy hónapra becsülték.
1719-ben jelent meg Das triumphirende Perpetuum Mobile Orffyreanum (A győzedelmes Orffyreus-örökmozgó) című műve először németül, majd angolul is. Ebben az abban az évben gyártott kerék működéséről próbálja meggyőzni elsősorban a tudományos elitet. Bár a könyv angol nyelvű változatából Newton is kapott egy példányt, azt nem volt hajlandó elolvasni.

## Az örökmozgók utóélete
Orffyreus gépei hosszú időre a feledés homályába merültek, mert ellentmondanak a tudományos törvényeknek (Termodinamika I.-II. főtétele, Energiamegmaradás-tétele), de az emberiség örökmozgó iránti vágya újra és újra előhozza Bessler kerekeit.
Az Orffyreus által tervezett kerekekről bővebben a John Collins által írt életrajzból szerezhetünk információkat. Egely György Tiltott találmányok c. könyve és dokumentumfilmje pedig nem csak a Bessler gépek, de más tudósok által megálmodott örökmozgó találmányokkal is részletesen foglalkozik.